# Xã Fletchall, Quận Worth, Missouri
Xã Fletchall (tiếng Anh: Fletchall Township) là một xã thuộc quận Worth, tiểu bang Missouri, Hoa Kỳ. Năm 2010, dân số của xã này là 1.072 người.